# Nils Åkesson (skulptör)
Nils Åkesson, född 25 maj 1878 i Munkarp, Malmöhus län, död 7 juli 1960 i Malmö, var en svensk träskomakare och skulptör.
Han var son till träskomakaren Åke Pålsson och Cecilia Andersson och gift med Agda Norin och far till Åke Åkesson. Han var huvudsakligen verksam med tillverkning av träskor men på fritiden skar han uttrycksfulla djurfigurer i trä och djurbilder av hopfogade, rustikt tillyxade trästycken från grenar av varierande tjocklek. Han medverkade i naivistutställningen på Galerie Colobri i Malmö och samlingsutställningar med olika föreningar. Makarna Åkesson är begravda på Fosie kyrkogård.